# Cantone di Villeneuve-d'Ascq
Il Cantone di Villeneuve-d'Ascq è una divisione amministrativa dell'Arrondissement di Lilla.
È stato costituito a seguito della riforma approvata con decreto del 17 febbraio 2014, che ha avuto attuazione dopo le elezioni dipartimentali del 2015.

## Composizione
Comprende i 5 comuni di:
- Forest-sur-Marque
- Sailly-lez-Lannoy
- Toufflers
- Villeneuve-d'Ascq
- Willems